# Paradies-Fruchttaube
Die Paradies-Fruchttaube (Alectroenas pulcherrimus, Syn.: Alectroenas pulcherrima), auch Rotköpfige Warzentaube, Warzenfruchttaube oder Blaue Seychellen-Fruchttaube genannt, ist eine Art der Taubenvögel. Sie kommt mit nur einer Unterart ausschließlich auf den Seychellen vor.

## Erscheinungsbild
Die Paradies-Fruchttaube erreicht eine Körperlänge von 25 Zentimetern. Sie ist damit eine verhältnismäßig kleine Fruchttaube. Das Körpergefieder ist dunkelblau. Das davon auffällig abgesetzte Gefieder an Kopf, Kehle, Kopfseiten und Nacken ist hellgrau. Die Brust und die Halsseiten sind silbergrau. Auffallend ist die Kopffärbung. Die Wachshaut ist stark erweitert, der Bereich der nackten Augenringe ist sehr groß. Sie hat in diesem Bereich fleischfarbene Warzen.

## Verbreitung, Lebensraum und Verhalten
Wie alle Blauen Fruchttauben ist die Paradies-Fruchttaube eine Inselart mit einem sehr begrenzten Verbreitungsgebiet. Sie bewohnt auf den Seychellen immergrüne Wälder vom Tiefland bis in die Bergwälder. Sie frisst überwiegend Früchte und Beeren. Einen großen Anteil in ihrem Nahrungsspektrum haben wilde Feigen. Die Fortpflanzungszeit fällt in den Zeitraum Oktober bis November.
Das Gelege besteht nur aus einem Ei. Die Brutdauer beträgt 28 Tage und ist damit für Tauben ungewöhnlich lang. Die Jungvögel verlassen nach 14 Tagen das Nest. Die Paradies-Fruchttaube ist bereits in Gefangenschaft nachgezüchtet worden. Dabei zeigte das Männchen während der Brutzeit ein sehr aggressives Verhalten.

## Belege

### Weblink
- Alectroenas pulcherrimus in der Roten Liste gefährdeter Arten der IUCN 2013.1. Eingestellt von: BirdLife International, 2012. Abgerufen am 31. Oktober 2013.